# William A. Seiter
Pour les articles homonymes, voir Seiter.
William Alfred Seiter (né le 10 juin 1890 à New York et mort le 26 juillet 1964 à North Hollywood, Californie) est un réalisateur, scénariste et producteur américain.

## Biographie
William Alfred Seiter est né en New York. Après avoir étudié à l'Hudson River Military Academy, il débute au cinéma en 1915 en jouant des doublures dans des films des Keystone Studios de Mack Sennett. Il débute comme réalisateur en 1918.

## Filmographie partielle

### Réalisateur
- 1921 : The Foolish Age
- 1922 : Up and at 'Em
- 1922 :  La Bourrasque (The Beautiful and Damned)
- 1923 : Le Groom n°13 (Bell Boy 13)
- 1923 : Après la tempête (Little Church Around the Corner)

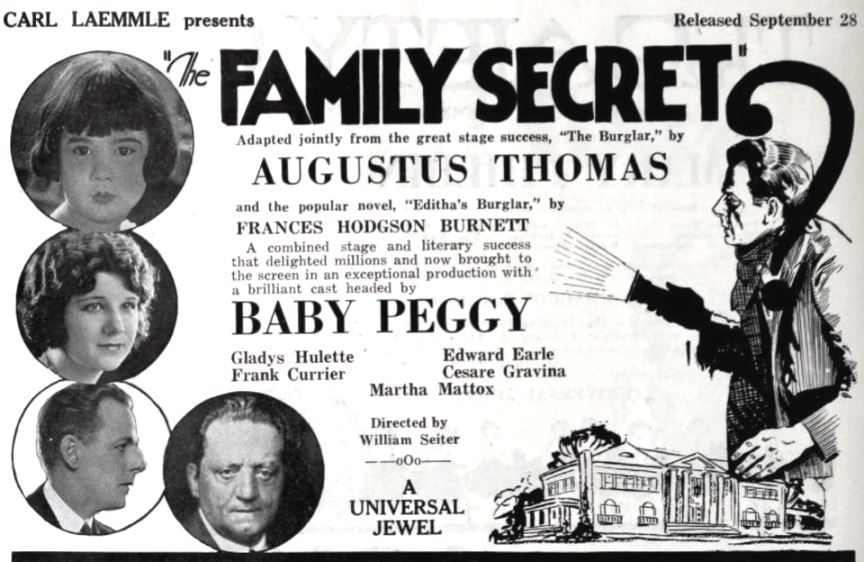
Annonce pour le film The Family Secret (1924).

- 1924 : Helen's Babies

- 1924 : The Family Secret (en)
- 1924 : Plus de femmes ! (The White Sin)
- 1924 : Listen Lester
- 1925 : The Teaser
- 1925 : Où étais-je ? (Where Was I?)
- 1925 : Dangereuse Innocence (Dangerous Innocence)
- 1926 : L'habit fait le moine (Skinner's Dress Suit)
- 1926 : Mon oncle d'Amérique (Take It from Me)
- 1926 : Les Mésaventures de Jones (What happened to Jones)
- 1928 : Happiness Ahead
- 1928 : Le printemps chante (Thanks for the Buggy Ride)
- 1928 : L'Honnête Monsieur Freddy (Good Morning, Judge)
- 1929 : Synthetic Sin
- 1929 : Why Be Good?
- 1929 : Smiling Irish Eyes
- 1929 : Footlights and Fools
- 1930 : The Flirting Widow (en)
- 1930 : Back Pay
- 1930 : Vingt-et-un ans (The Truth About Youth)
- 1930 : Going Wild
- 1930 : L'Aviateur (coréalisé avec Jean Daumery et sorti le 6 février 1931).
- 1931 : Kiss Me Again
- 1931 : Big Business Girl (en)
- 1931 : Caught Plastered
- 1931 : Way Back Home
- 1931 : Peach-O-Reno
- 1932 : Girl Crazy
- 1932 : Young Bride
- 1932 : Hot Saturday
- 1932 : Si j'avais un million (If I Had a Million)
- 1933 : Diplomaniacs (en)
- 1933 : Professional Sweetheart
- 1933 : Idylle sous les toits (Rafter Romance)
- 1933 : Chance at Heaven
- 1933 : Les Compagnons de la nouba (Sons of the Desert)
- 1934 : Sing and Like It (en)
- 1934 : La Femme la plus riche du monde (The Richest Girl in the World)
- 1935 : Roberta
- 1935 : Aux frais de la princesse (The Daring Young Man)
- 1935 : Je te dresserai (In Person)
- 1935 : La Fiancée imprévue (en) (If You Could Only Cook)
- 1936 : Fossettes (Dimples)
- 1936 : Le Diable au corps (The Moon's Our Home)
- 1936 : Ching-Ching (Stowaway) - autre titre français Tchin-Tchin
- 1937 : Sa dernière chance (This Is My Affair)
- 1937 : Sally, Irene et Mary (Sally, Irene and Mary)
- 1938 : Trois Souris aveugles (Three Blind Mice)
- 1938 : Monsieur tout-le-monde (Thanks for Everything)
- 1938 : Panique à l'hôtel (Room Service)
- 1939 : Le Premier Rebelle (Allegheny Uprising)
- 1939 : Susannah (Susannah of the Mounties)
- 1939 : Petite Princesse (The Little Princess) (non crédité, crédit de Walter Lang)
- 1940 : La Douce Illusion (It's a Date)
- 1940 : J'ai loué ma femme (en) (Hired Wife)
- 1941 : Toute à toi (Nice Girl?)
- 1941 : Rendez-vous d'amour (Appointment for love)
- 1942 : Ô toi ma charmante (You Were Never Lovelier)
- 1942 : Broadway
- 1943 : Destroyer
- 1943 : La Fille et son cow-boy (A Lady Takes A Chance)
- 1944 : Four Jills in a Jeep
- 1944 : La Belle de l'Alaska (Belle of the Yukon)
- 1945 : La Fée blanche (It's a Pleasure)
- 1945 : Les Caprices de Suzanne (The Affairs of Susan)
- 1945 : Penny cherche un père (That Night with You)
- 1946 : Deux Nigauds vendeurs (Little Giant)
- 1946 : Le Retour à l'amour (Lover Come Back)
- 1947 : Mon cœur t’appartient (en) (I'll Be Yours
- 1948 : Up in Central Park
- 1948 : Un caprice de Vénus (One Touch of Venus)
- 1950 : Poison blanc (Borderline)
- 1951 : Ma fille n'est pas un ange (Dear Brat)
- 1953 : Madame voulait un manteau de vison (The Lady Wants Mink)
- 1954 : Ultime Sursis (Make Haste to Live)

### Scénariste
- 1933 : Les Compagnons de la nouba (Sons of the Desert)

### Producteur
- 1940 : J'ai loué ma femme (Hired Wife)
- 1948 : Un caprice de Vénus (One Touch of Venus)
- 1950 : Borderline

### À la télévision
- 1955 : The Millionaire (série télévisée)